# Чарын (село)
Чарын (каз. Шарын) — село в Уйгурском районе Алматинской области Казахстана. Административный центр Чарынского сельского округа.

## География
Находится примерно в 25 км к северо-северо-западу (NNW) от села Чунджа, административного центра района, на высоте 554 метров над уровнем моря. Код КАТО — 196663100.

## История
Село Петропавловское основано в 1910 г. В 1913 г. состояло из 66 дворов, входила в состав Богословской волости Кольджатского участка Джаркентского уезда Семиреченской области.

## Население
В 1999 году население села составляло 5653 человек (2828 мужчин и 2825 женщин). По данным переписи 2009 года, в селе проживало 5572 человека (2833 мужчин и 2739 женщин).

## Известные жители и уроженцы
- Сеитова Рахилям (род. 1938) — Герой Социалистического Труда, депутат Верховного Совета Казахской ССР 9-го созыва[7].